# 福岡市立大楠小学校
福岡市立大楠小学校（ふくおかしりつ おおぐすしょうがっこう）は、福岡県福岡市南区大楠3丁目にある公立小学校。福岡市立高宮小学校の生徒増加にともない、分離独立した。

## 沿革
- 昭和28年（1953年） - 現在の校地を買収
- 昭和29年（1954年） - 校舎完成
- 昭和30年（1955年） - 1月から3月まで、高宮分教場として、1年生から5年生までを収容
- 昭和30年（1955年） - 4月から福岡市立高宮小学校より独立して開校
- 昭和35年（1960年） - 鉄筋校舎増築

## 校名の由来
昭和初期の区画整理の際の関連工事において、現在の場所の近郊より巨大な楠が掘り出されたいわれによる。

## 通学区域
- 大楠1丁目〜3丁目、那の川1丁目2丁目 (2丁目5番～11番は中央区)[1]

## 進学先中学校
- 福岡市立高宮中学校

## 交通アクセス
- 西鉄天神大牟田線 高宮駅出口から徒歩5分
- 西鉄天神大牟田線 平尾駅出口から徒歩10分
- 西鉄バス 大楠バス停より徒歩1分
- 西鉄バス 日赤前バス停より徒歩2分
- 西鉄バス 高宮中学校前バス停より徒歩3分

## 学校周辺
- 福岡赤十字病院
- 福岡市立高宮中学校

## 著名な出身者
- 森口博子
- 氷川きよし（歌手）
- 博多華丸　(お笑い芸人)